# Batalla de Hatchōoki
La batalla de Hatchōoki (八丁沖の戦い, 'Hatchōoki no tatakai') fue una serie de combates que acontecieron durante la batalla de Hokuetsu entre las tropas del dominio de Nagaoka y las fuerzas leales a la corte imperial durante la guerra Boshin. La batalla tuvo lugar en lo que hoy es la ciudad de Nagaoka, en la prefectura de Niigata.

## Situación previa
En los años finales del shogunato Tokugawa, el ejército del dominio de Nagaoka llevó a cabo una serie de reformas. Bajo la dirección de Kawai Tsugunosuke, el ejército de Nagaoka adoptó una organización basada en la del ejército británico contemporáneo.
Cuando el 27 de enero de 1868 empezaron los combates de la que sería conocida como batalla de Toba-Fushimi, más de 60 soldados de Nagaoka fueron destacados para proteger el puente de Tamatsu, cerca del castillo de Osaka. Dicha fuerza volvió a su dominio una vez fueron derrotadas las fuerzas del shogunato.
Después de la batalla, Kawai fue a Edo, donde adquirió gran número de armas de fuego para las tropas de Nagaoka con el objetivo de acumular suficiente fuerza como para poder oponer resistencia al ejército pro-imperial. Por otro lado, influenciado por la doctrina Monroe, Kawai empezó a defender una postura de neutralidad armada del dominio tanto respecto al shogunato como a las fuerzas imperiales.
Cuando el gobierno general imperial de Hokuriku ordenó a Nagaoka que enviara tropas y fondos para sus tropas, Kawai hizo caso omiso. Dicha actitud fue considerada problemática por los imperiales y, cuando el 4 de mayo se rindió el castillo de Edo, las tropas imperiales iniciaron un avance hacia el norte de la provincia de Echigo, que estaba controlada parcialmente por el dominio de Nagaoka.
Al mando de las fuerzas imperiales destinadas a pacificar la región de Hokuriku y sojuzgar el dominio de Aizu (en la provincia de Mutsu) estaba Takakura Nagasachi, un noble cortesano. Como oficiales de estado mayor fueron designados Kuroda Kiyotaka y Yamagata Aritomo. 
Tras reunirse en Takada (Echigo) el ejército imperial se dividió en dos: una fuerza naval y otra terrestre, que avanzarían hacia Nagaoka el 13 de mayo. El dominio, por su parte, nombró a Kawai supervisor de asuntos militares y propuso a los dominios de Aizu y Kuwana y al Shōhōtai formar un ejército coligado.
El 29 de junio, en la que sería la primera acción de la campaña, las fuerzas del ejército combinado tomaron el paso de Enoki, que servía de acceso al oeste de Nagaoka. Al día siguiente los aliados se hicieron con el monte Asahi. Aun así, el castillo de Nagaoka fue tomado por las fuerzas imperiales el 8 de julio.

## Batalla de Hatchōoki
El 10 de agosto, algo menos de 300 soldados de Nagaoka llevaron a cabo un ataque por sorpresa contra las fuerzas imperiales estacionadas en Hatchōoki. El ataque fue un éxito, pero se perdieron 11 soldados. Previendo un contraataque, Kawai planeó otro movimiento y, el 10 de septiembre, 17 pelotones, con aproximadamente un total de 680 soldados, fueron transbordados en Hatchōoki en seis horas y, tras llegar a la otra orilla, prepararon un ataque por sorpresa contra el castillo de Nagaoka. Los soldados procedieron a atacar y llegaron hasta las fortificaciones, rechazaron a las fuerzas imperiales mandadas por Yamagata Aritomo y retomaron el castillo. Sin embargo, las tropas imperiales contraatacaron y 62 soldados de Nagaoka fueron muertos. Kawai fue herido por un disparo durante el combate, incapacitándole para andar.

## Contraofensiva imperial
El contraataque no consiguió su objetivo de recuperar el castillo para los imperiales, pero el cercano dominio de Shibata cambió de bando aliándose con los imperiales, y ello les permitió poner el castillo bajo asedio. Los soldados de Nagaoka combatieron valientemente y perdieron 58 hombres más, pero el 15 de septiembre el castillo de Nagaoka acabó rindiéndose a los imperiales. Los defensores habían huido a Aizu, llevándose en una camilla a Kawai, a donde llegaron tras cruzar el paso de Hachijūrigo el 20 de septiembre. En Aizu, Kawai fue atendido por el doctor Matsumoto Ryōjun, pero falleció debido a sus heridas el 1 de octubre.